# Цзинъян (Сяньян)
Цзинъя́н (кит. упр. 泾阳, пиньинь Jīngyáng, буквально: «с янской стороны от реки Цзиншуй») — уезд городского округа Сяньян провинции Шэньси (КНР).

## История
Уезд был создан ещё в царстве Цинь в 245 году до н. э., но тогда он занимал меньшую площадь. Северо-западная часть современного уезда тогда входила в состав уезда Юньян (云阳县), а юго-восточная — в состав уезда Иян (弋阳县).
При империи Хань в 191 году до н. э. уезд Цзинъян был переименован в Чиян (池阳县), в 153 году до н. э. уезд Иян был переименован в Янлин (阳陵县). Во времена диктатуры Ван Мана уезд Янлин был переименован в Вэйян (渭阳县), но при империи Восточная Хань ему было возвращено прежнее название.
В эпоху Троецарствия эти земли оказались в составе царства Вэй. Уезды Юньян и Янлин были присоединены к уезду Чиян.
При империи Поздняя Чжао в 352 году из уезда Чиян был выделен уезд Цзинъян. При империи Северная Вэй в 446 году он был присоединён к уезду Шиань (石安县). В 487 году северная часть уезда Чиян была выделена в уезд Юньян. В 501 году из уезда Шиань был вновь выделен уезд Цзинъян. При империи Северная Чжоу в 574 году уезд Чиян был присоединён к уезду Цзинъян.
При империи Суй в 589 году уезд Цзинъян был переименован в Сяньян (咸阳县). В 591 году из уезда Сяньян был выделен уезд Цзинъян. При империи Тан в 627 году уезд Юньян был переименован в Чиян, но в 634 году ему было возвращено название Юньян.
После монгольского завоевания в 1264 году уезд Юньян был присоединён к уезду Цзинъян. В 1265 году уезд Цзинъян был присоединён к уезду Гаолин (高陵县), но в 1266 году воссоздан.
В 1950 году был создан Специальный район Сяньян (咸阳专区), и уезд вошёл в его состав. В 1953 году Специальный район Сяньян был расформирован, и уезд перешёл в состав Специального района Вэйнань (渭南专区). В 1956 году Специальный район Вэйнань также был расформирован, и уезд стал подчиняться напрямую властям провинции. В 1958 году уезды Гаолин, Цзинъян и Чуньхуа были присоединены к уезду Саньюань.
В 1961 году Специальный район Сяньян был воссоздан, и восстановленный в прежних границах уезд вновь вошёл в его состав. В 1969 году Специальный район Сяньян был переименован в округ Сяньян (咸阳地区).
В сентябре 1983 года постановлением Госсовета КНР были расформированы округ Сяньян и город Сяньян, и образован городской округ Сяньян.

## Административное деление
Уезд делится на 1 уличный комитет и 12 посёлков.